# 康普顿百科全书
《康普顿百科全书与事件录》（Compton's Encyclopedia and Fact-Index）是一部由伊利诺斯州埃尔姆赫斯特（Elmhurst）公司出版的百科全书。该公司是由钱德勒B·比奇（Chandler B. Beach）于1920年创立，1907年由F·E·康普顿（F. E. Compton）接手这家公司。之后大英百科全书公司在1961年收购了该公司，1992年大英百科全书公司出版了CD-ROM版的《康普顿百科全书》。1994年在创建《大英百科全书》网络版的时候，该公司借鉴了先前多媒体版《康普顿百科全书》的经验。从20世纪90年代到2001年，《康普顿百科全书》是教育软件制造商乐宁公司（The Learning Company）的一个产品。2007年3月， 大英百科全书公司要求布罗德邦德（Broderbund LLC）和成功出版集团（Success Publishing Group）给予其出版和发行《康普顿百科全书》的印刷版和光盘版本的独家授权。

## 标题，版本和尺寸

### 印刷
- 《康普顿图片百科全书》，8卷，1922年。
  - 10卷，1924，1926，1929年。
  - 16卷，1931年。
  - 15卷，1948年。
- 1937，1938，1940，1945，1949，1950，1951，1953，1956，1957，1958，1962年。
- 《康普顿百科全书与事件录》，24卷，1969-1971年。
  - 22卷，1972，1973
  - 26卷，1974至1978每年和1980至1995每年，2004年。
- 大英百科全书公司出版的《康普顿百科全书》
  - 26卷，该书2007版“针对10至17岁的学生进行书面和视觉设计”[2]

### 光盘
- 《康普顿生活百科全书》，各种版本
- 《康普顿家庭百科全书》，光盘，1990，1991。见1990年3月19日《新闻周刊》第45页鼓舞人心的文章。
- 《康普顿多媒体百科全书》，光盘，1992年。

## 光盘版
1992年以来，电子版的《康普顿百科全书》已有CD版和DVD版，并已被纳入了《大英百科全书》网络版的数据库。
光盘版由于其数以百计的多媒体内容而受到称赞，即使在其最早的版本中，也包含图片、声音和视频。同时有人称赞它成千上万的文章中包含了各式各样的主题。
1995年版包含了名称富有创意的章节，如“新闻屋”里可以搜索最近发生的事件，“游戏屋”里涵盖了以儿童为导向的文章。文章还可以通过“概念搜索”找到，即在整篇文章中搜索完整的关键词，也可通过“内容”找到(即尝试搜索与输入文本相匹配的的文章标题)。
康普顿百科申请了一项软件专利，后来其有效性遭到怀疑，1994年专利局撤销了该专利。这一事件震惊了电脑领域。
由于格罗利尔已经在1985年出版了光盘版的《美国学术百科全书》，因此虽然有所突破，但康普顿百科仍不是第一部多媒体百科全书。
康普顿百科也为世嘉（Sega）光盘视频游戏系统发布了专门的光盘版本。